# Stanislaw Ulam
 (mars 2023).
 (septembre 2022).
Pour les articles homonymes, voir Ulam.
Stanisław Ulam (/staˈɲiswaf ˈulam/), né le 13 avril 1909 à Lemberg et mort le 13 mai 1984 à Santa Fe, est un mathématicien polono-américain. Il a contribué au développement de la théorie qui permit la création de la bombe à hydrogène.

## Biographie
Stanisław Ulam nait à Lemberg dans une famille juive du royaume de Galicie et de Lodomérie. Il fit ses études à l'Institut Polytechnique de Lwów, où l'un de ses professeurs fut Stefan Banach, grand mathématicien polonais, un des brillants esprits de l'École mathématique de Lwów. Il a obtenu en 1933 un doctorat en mathématiques sous la direction de Kazimierz Kuratowski. En 1935, John von Neumann, qui a rencontré Ulam a Varsovie, l'invita à l'Institute for Advanced Study à l'Université de Princeton.

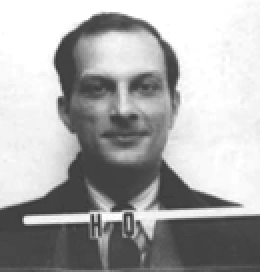
Photo du badge de Stanisław Ulam à Los Alamos.

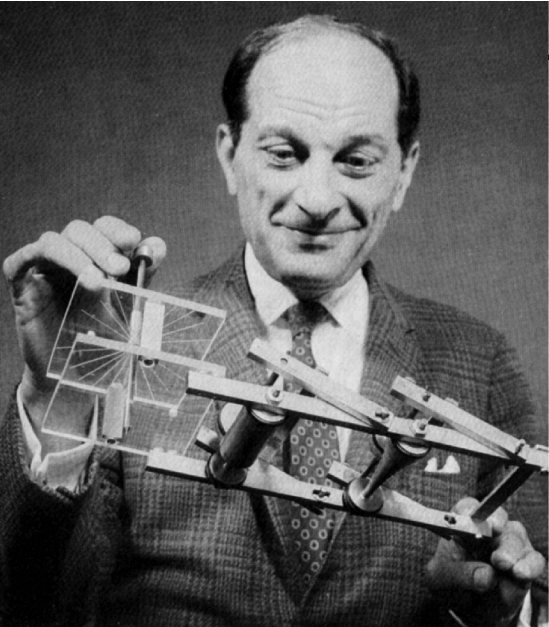
Stanisław Ulam tenant le FERMIAC.

Stanisław Ulam s'installa aux États-Unis en 1938 comme Harvard Junior Fellow (boursier à l'université Harvard). Aux termes de sa bourse, il trouva du travail à la faculté de l'université du Wisconsin-Madison et aida son frère, Adam, qui s'était enfui de Pologne à la veille de la Seconde Guerre mondiale. Au milieu de la guerre, en 1943, son ami John von Neumann l'invita à rejoindre les physiciens du Laboratoire national de Los Alamos, au Nouveau-Mexique, qui construisaient secrètement des armes atomiques. Ulam a pu se convaincre du sérieux de l'offre en empruntant un livre sur le Nouveau-Mexique à la bibliothèque universitaire et en trouvant sur la carte une liste des noms de gens qui avaient petit à petit disparu du campus.
Là-bas, il suggéra d'employer la méthode de Monte-Carlo pour évaluer les intégrales mathématiques difficiles qui apparaissent en modélisant les réactions nucléaires en chaîne (ne sachant pas que Fermi et d'autres avaient découvert la méthode plus tôt). Cette suggestion conduisit au développement de la méthode de Monte-Carlo par Von Neumann, Metropolis et d'autres.
Stanisław Ulam — en collaboration avec C. J. Everett, qui fit les calculs détaillés — montra que le précédent modèle de la bombe à hydrogène par Edward Teller était inexact. Ulam alors en vint à la suggestion d'une meilleure méthode par lui-même. Il fut le premier à réaliser que tous les composants d'une bombe H pouvaient être mis ensemble, et qu'en plaçant une bombe atomique (à fission nucléaire) à une extrémité, et du matériel thermonucléaire à l'autre, les ondes de choc produites à partir de la bombe A pouvaient compresser et faire exploser le combustible nucléaire. Teller, d'abord, résista à cette idée, puis il reconnut son mérite et suggéra l'utilisation de radiations plutôt que d'ondes de choc. L'« implosion par radiation », comme elle fut appelée, est la méthode standard pour créer les bombes H jusqu'à présent. Ulam et Teller l'ont brevetée conjointement.
Stanisław Ulam a aussi inspiré le développement de la propulsion nucléaire (projet Orion) et, à la fin de sa vie, déclara que c'était l'invention dont il était le plus fier.
Il fut très tôt un fervent adepte de l'usage d'ordinateurs pour exécuter les « expériences mathématiques ». Sa contribution la plus notable dans ce domaine se trouve dans l'expérience de Fermi-Pasta-Ulam, une étude numérique pionnière d'un système dynamique.
En mathématiques pures, il travailla à la théorie des ensembles (incluant les cardinaux mesurables et les mesures abstraites), la topologie, la théorie ergodique et d'autres domaines. Il a collaboré avec Paul Erdős pendant plus d'un demi-siècle. Après la Seconde Guerre mondiale, il se détourna largement des mathématiques pures rigoureuses pour un travail plus spéculatif et imaginatif, en posant des problèmes et en faisant des conjectures. Elles concernaient l'application des mathématiques à la physique et à la biologie. Son ami Gian-Carlo Rota a attribué ce changement à une attaque cérébrale en 1946, qui fit dire à Rota que la personnalité d'Ulam avait changé. Cette hypothèse est reconnue par certains, mais rejetée par d'autres, en particulier par sa veuve, Françoise Ulam.
Stanisław Ulam s'établit à l'université du Colorado en 1965. Comme il restait consultant à Los Alamos, il divisa son temps entre Boulder (Colorado) et Santa Fé (Nouveau-Mexique), d'où il correspondait avec Los Alamos. Plus tard, sa femme et lui passèrent les hivers à Gainesville (Floride), où il eut un poste à l'université de Floride. 
Il est invité d'honneur de l'Oulipo en 1973.
Il mourut à Santa Fé, sa femme a déposé ses cendres au cimetière du Montparnasse à Paris.

## Ouvrages
- (en-US) Stanislaw Ulam, The Scottish Book: A Collection of Problems, Los Alamos, 1957.
- (en-US) Stanislaw Ulam, A Collection of Mathematical Problems, Interscience Publishers, New York, 1960.
- (en-US) Mark Kac et Stanislaw Ulam, Mathematics and Logic: Retrospect and Prospects, Praeger, New York, 1968.
- (en-US) Stanislaw Ulam, Sets, Numbers and Universes, Cambridge (Massachusetts), 1974.
- (en-US) Stanislaw Ulam, Adventures of a Mathematician, Scribner, New York, 1976 [lire en ligne] (autobiographie).
- (fr) Stanislaw Ulam, Les Aventures d'un mathématicien [« The Aventures of a Mathematician »] (trad. de l'anglais), Paris, Cassini, 2022, 396 p. (ISBN 9782842252267) — (avec un cahier photo)

### Filmographie
- Les aventures d'un mathématicien (Adventures of a Mathematicien), film européen réalisé par Thorsten Klein